# Caliaeschna microstigma
Caliaeschna microstigma là loài chuồn chuồn trong họ Aeshnidae. Loài này được Schneider mô tả khoa học đầu tiên năm 1845.